# Świątynia Apollina Sozjanusa
Świątynia Apollina Sozjanusa – starożytna świątynia poświęcona bogu Apollinowi, znajdująca się na Polu Marsowym w Rzymie, pomiędzy Teatrem Marcellusa a współczesnym Piazza di Campitelli.
Świątynia została wzniesiona przez konsula Gajusza Juliusza Mento jako wypełnienie ślubu złożonego podczas zarazy, która nawiedziła Rzym w 433/432 roku p.n.e. Jej uroczyste poświęcenie nastąpiło 13 lipca 431 p.n.e., podczas święta Ludi Apollinares. Pierwotnie świątynia dedykowana była Apollinowi z przydomkiem Medicus. W 353 roku p.n.e. dokonano jej przebudowy. Do czasu wzniesienia przez Augusta świątyni Apollina na Palatynie była to jedyna w Rzymie świątynia tego boga.
Około 30–28 roku p.n.e. świątynia została gruntownie przebudowana przez Gajusza Sozjusza, konsula z roku 32 p.n.e., na którego cześć nazwano ją świątynią Apollina Sozjanusa. Przyczółek budowli ozdobiono wówczas dekoracją rzeźbiarską przedstawiającą walkę Greków z Amazonkami (symboliczna aluzja do wojny Rzymian z Kleopatrą), we wnętrzu natomiast wykonano fryz ukazujący potrójny triumf Oktawiana w 29 roku p.n.e.
Po przebudowie dokonanej przez Sozjusza zwieńczona tympanonem frontowa fasada utrzymanej w stylu korynckim świątyni wspierała się na sześciu kolumnach. Prowadziły do niej dwie pary schodów, ulokowanych po bokach pronaosu. Do czasów współczesnych ze świątyni zachował się jedynie fragment fasady z trzema kolumnami, podtrzymującymi fryz ozdobiony motywem gałązki wawrzynu i bukranionami. Przewrócone kolumny zostały postawione na swoim obecnym miejscu w 1940 roku. Z powodu niedbałości przy pracach rekonstrukcyjnych ich lokalizacja nie pokrywa się jednak z oryginalnym planem świątyni.